# Malizia (Film)
Malizia (Italienisch für „Heimtücke“) ist eine italienische Filmkomödie mit dramatischen sowie romantisch-erotischen Elementen aus dem Jahr 1973. Der Film unter Regie von Salvatore Samperi machte Hauptdarstellerin Laura Antonelli endgültig zum Star und brachte ihr den Filmpreis Nastro d’Argento ein.

## Handlung
Die 1960er-Jahre im sizilianischen Acireale: Angela, eine attraktive junge Frau, kommt als Dienstmädchen in das Haus des vor kurzem verwitweten Don Ignazio und seiner drei Söhne: des achtzehnjährigen Antonio, des vierzehnjährigen Nino und des sechsjährigen Enzio. Die Männer des Hauses zeigen sich von Angelas Schönheit beeindruckt. Nach einiger Zeit hält Ignazio um die Hand des Dienstmädchens an, nur stellt diese als Bedingung, dass auch die drei Söhne mit der Hochzeit einverstanden sind. Während der ältere und der jüngere Sohn einer Hochzeit zustimmen würden, ist der mittlere Sohn – der mitten in der Pubertät steckende Nino – dagegen. Er ist selbst in Angela verliebt und bedrängt sie immer mehr, dass sie sich auf ihn einlässt und seine erotischen Forderungen erfüllt. Angela sieht sich am Ende gezwungen, eine Nacht mit Nino zu verbringen. Daraufhin gibt Nino seine Zustimmung zu der Hochzeit seines Vaters mit Angela.

## Hintergrund
Samperi brauchte über zwei Jahre für die Finanzierung des Filmprojekts und bekam viele Absagen von Schauspielern und Produzenten, so lehnten Ugo Tognazzi und Nino Manfredi eine Mitarbeit ab. Malizia kam im März 1973 in die italienischen Kinos und entwickelte sich trotz des damals noch als skandalös angesehenen Themas und der hohen Altersvorgaben dort zum Kassenerfolg. Nachdem der Film bereits auf der Berlinale 1973 gelaufen war, kam er am 9. November 1973 in die westdeutschen Kinos.
Mit dem Film Malizia 2mila, erneut mit Laura Antonelli und Turi Ferro besetzt, drehte Samperi im Jahr 1991 eine Fortsetzung. Dieser Film war allerdings ein Misserfolg und blieb der letzte Film von Antonelli.

## Auszeichnungen
Malizia durfte am Wettbewerb der Internationalen Filmfestspiele Berlin 1973 teilnehmen. Laura Antonelli erhielt 1974 den Nastro d’Argento als Beste Hauptdarstellerin, Turi Ferro die Auszeichnung mit demselben Preis als Bester Nebendarsteller.

## Kritiken
Der katholische Filmdienst war über Malizia geteilter Meinung: „Ein formal – besonders in der Kameraarbeit – beachtlicher Film, der jedoch die Konflikte seiner Figuren einseitig auf den Bereich sexueller Beziehungen einengt und ihnen vor allem im Dialog eine vulgäre Färbung gibt.“
Der auf italienischen Film spezialisierte Blog L'amore in citta sah Malizia als einen Film, der lange als schmuddelig angesehene Themen mit künstlerischer Inszenierung verbinde: „Letztlich nutzte Samperi die Thematik für ein Spiel mit gesellschaftlichen Konventionen, um erotische Fantasien um eine schöne Frau auszuleben, die zwar zurückhaltend, aber nie unterwürfig agiert. Eine einfache Hausangestellte hätte das damals nicht gewagt. Malizia ist ein schön gefilmtes, gut gespieltes Werk, zudem stimmig in Szene gesetzt, in seiner männlich geprägten sexuellen Ausrichtung und Erfüllung entsprechender Erwartungshaltungen aber noch ganz dem verklemmten Zeitgeist der frühen 70er Jahre verpflichtet.“